# 米格-21戰鬥機

米格-21戰鬥機（俄语：Микоян и Гуревич МиГ-21）是苏联米高扬·格列维奇设计局于1950年代初期研制的一种单座单发轻型超音速的第二代戰鬥機。北約代號為魚床／魚窩（Fishbed）。苏联飞行员给它的外号是“三角琴”、波兰人则称它为“铅笔”。米格-21（包含仿製、改良型）是至今產量最多的超音速飛機，越南戰争是它最廣為人知的戰場，曾與美國人的F-4戰機一較高下；在中東地區跟以色列也是頻頻交手，其他如南北葉門戰爭、印巴戰爭也看得到米格-21的蹤影。至今仍然有不少米格-21活躍在世界上，並有許多現代化升級套裝，若加强雷达搜索和挂载新型长程导弹后仍能一战，故被戲稱是戰機界的AK-47。
許多國家如苏联、以色列，看中米格-21巨大的生產量，紛紛替各國米格-21提出各種改良甚至性能增強的方案。除了蘇聯製造出口的米格-21以及東歐國家仿製的產品外，中國的米格-21走入了另一條發展道路，一是殲-7（J-7），早期是仿製蘇聯系統，並曾跟美國的U-2交手過，二是殲-8系列（J-8），殲-8-I（J-8I）看起來像是放大的米格-21，殲-8-II（J-8II）則是改成類似米格-23的進气道配置，主要作為本土防空攔截之用。

## 歷史

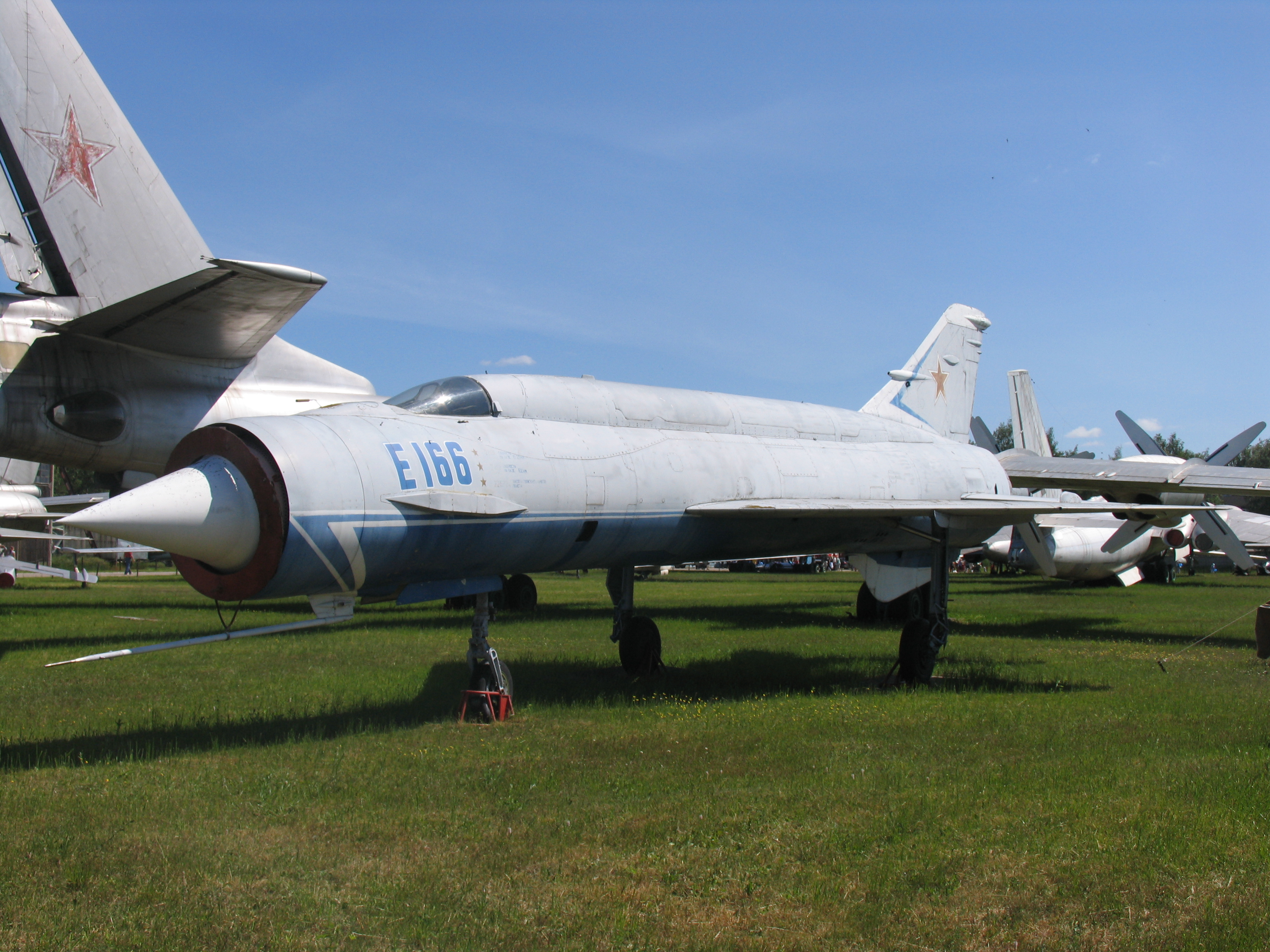
Ye-152M/1（Ye-166）試驗機為MiG-21的雏形。

该机1953年开始设计，1955年原型机试飞，1956年6月24日參加蘇聯航空節時莫斯科土希諾機場的飛行表演，正式对外公开亮相。1958年开始装备苏军。
直到2018年后，米格-21及其衍生款仍至少在全球15个国家服役，既有美洲的古巴、也有欧洲的克罗地亚和罗马尼亚，也包括亚洲的印度、中国等国。
2023年5月8日，印度空军的一架米格-21战机在训练时於拉贾斯坦邦坠毁。飞行员安全弹射，受了轻伤。不過飛機造成地面上至少两人丧生，数人受伤。

## 運用
不含其他國家的授權生產機，光是前蘇聯製造的各型MiG-21合計生產總數就達到一萬機以上。以超音速戰機而言其產量堪稱獨一無二，亦是二次大戰後世界上最暢銷、影響力最大的戰鬥機之一。而令其數十年間不斷持續生產與改良的理由，是因為更先進的MiG-23卻無法做到全面凌駕MiG-21這一點。實際上，繼承下MiG-19大部份空戰運動能力、在此基礎上機動性再行提高的MiG-21，在其世代之中格鬥性能算是相當高。同量級或近似量級的設計，要等到美國的F-16以及俄國自身的MiG-29登場為止，戰機界才算是出現了在全方位能力上皆凌駕MiG-21的次世代設計標竿。
即使到了2023年的現在，MiG-21仍配署在多國部隊之中，其中部份還在持續進行著近代化改良，依此勢這之中的相當數量今後也將繼續服役下去。此外，MiG-21有著以超音速戰機而言少見的單純構造，得益於傑出的整備簡易性，甚至出現了有國家放棄養護較大型、較先進卻難以維持的MiG-23或MiG-29之類新世代機而將其全數退役、寧可將空軍資源全灌注到MiG-21單一機種上的奇葩例子。這可以說是冷戰結束後各國軍縮的一種典型現象。例如將MiG-29和MiG-23MF退役而集中維持MiG-21 LanceR的羅馬尼亞、或將MiG-23MLD汰除而只保留MiG-21bis SAU的保加利亞，都可算作此類。
另一方面，MiG-21由於生產期間太長、生產廠家與地區也隨著拓展漸漸紛雜的關係，各類零件規格不統一的問題日漸嚴重，這點在不同使用國之間的轉賣和整備支援上造成了不小障礙。有鑑於此，羅馬尼亞的MiG-21在進行近代化修改之際，還特別將「零件規格的統合」列為最重要的修正項目之一。
除此以外，在歐美之中某些航空運動盛行的國家，有不少財團法人或個人收藏家將原本是作戰用途但已退役的MiG-21買來卸除武裝、或買入原本就是教練型的無武装MiG-21，將之作為擺設展示、交通用途、用來參與航空秀或滿足駕乘體驗之類娛樂目的。

## 缺陷
自蘇聯時期以來的各種衍生機不僅雷達探測距離短、對目標的持續追蹤能力亦相當貧乏 (甚至是完全欠奉)，因此無法對應射程較長的半主動導引飛彈。此外，囿於Mig-21鼻椎罩內的狹小空間，雷達可作動的範圍亦是非常狹窄。這是因為設計時受俄國傳統管制思想影響，認為本機只需要接受地面戰管系統給予的攔截或導航指示，雷達越輕小越好、盡量不要拖累飛行性能的設計前提所導致。至於性能層面，機動性能以其所處世代而言堪稱優異，但操控特性惡劣，特別是有越往低空操控性惡化就越嚴重的傾向。雖然有些飛行員聲稱該機滾轉率有機會大於每秒360°，實際上應該皆屬主觀誇飾，因為從未曾有相關證據足以佐證。不過實測時至少也曾在16000ft高度0.9馬赫時滾出235°/sec的峰值，近兩馬赫時亦有130 ~ 151°/sec的表現。話雖如此，來自印度、羅馬尼亞的飛行員訪談、以色列的擄獲報告、美國的實飛測評皆提及每秒滾轉率大於90度的話有很高機率會陷入無可扼抑的持續滾轉乃至於進入尾旋，而這個90°/sec限制還源自於蘇聯官方的飛行手冊。理由是超過這個滾轉率即伴隨著不利的偏航，而MiG-21攻角只要拉超過區區15°，機翼湍流即開始衝擊平尾，導致做幾乎任何特技機動時總是處於失速前震顫中。同時又因為所須桿力很輕，飛行員很容易就做出"過量操縱"，進行桶滾、垂直剪、滾轉剪刀等立體機動時，都很容易把自己飛進尾旋。而MiG-21進入尾旋之後所需的改出高度最少要750m或2500ft以上，各種限制之下導致操作必須保守，令130 ~ 235°/sec的理想滾轉數值淪為只能在水平飛行且限高限速時才能使出的純擺設。這也是從六日戰爭至贖罪日戰爭等一系列中東戰爭期間，幻象Ⅲ在空中格鬥之中完全將周遭國家的米格-21壓著打的原因之一：撇開雙方飛行員駕駛技術上的鴻溝，滾轉率理論上限並不比MiG-21高的幻象Ⅲ卻因操控特性平滑和緩之故，令以色列飛行員非常放心地屢將機體推到理論極限附近進行神乎其技的"刀鋒飛行"，而多數米格機飛行員卻往往一下低空就忙著將機體拉起、不願進入複雜運動的低空格鬥而錯失許多追擊機會，或在遭追尾時因視野與機動等重重限制而敗給幻象Ⅲ。以色列在俘獲MiG-21並將其轉交給美國之前，自身對該機進行的試飛也證實了幻象的飛行品質要好於米格甚多這一點。

統整以上各點，不難理解為何MiG-21會被視為相當難以操縱的機體。

此外，由於當初設計時偏重成為簡素的高速攔截機，圍繞著從前線機場快速起飛、衝至地面戰管所指引的目標對其放射完武器後即完成任務、並不追求長時間滯空交戰維持空優的此一思想而設計，因此若採美國或北約成員國在進行作戰半徑計算時 須考慮飛行剖面的規劃 預留扣除爬升段消耗、開啟後燃器進行三至五分鐘高強度交戰、以及保留返航至落地前所需燃油安全餘量的標準來衡量，MiG-21的航程以西方眼光來看，堪稱"短到不可思議"。
也因此有了「機場保衛者」的渾名。
（※ 這一俄式前線戰鬥機為追求性能而犧牲航程與滯空的設計特徵，在正統繼任者的MiG-29身上也看得到。）

而這些MiG-21的諸多問題，受先天設計架構所限，直到最末期的生產型亦沒有被完全改善。

## 生產次型

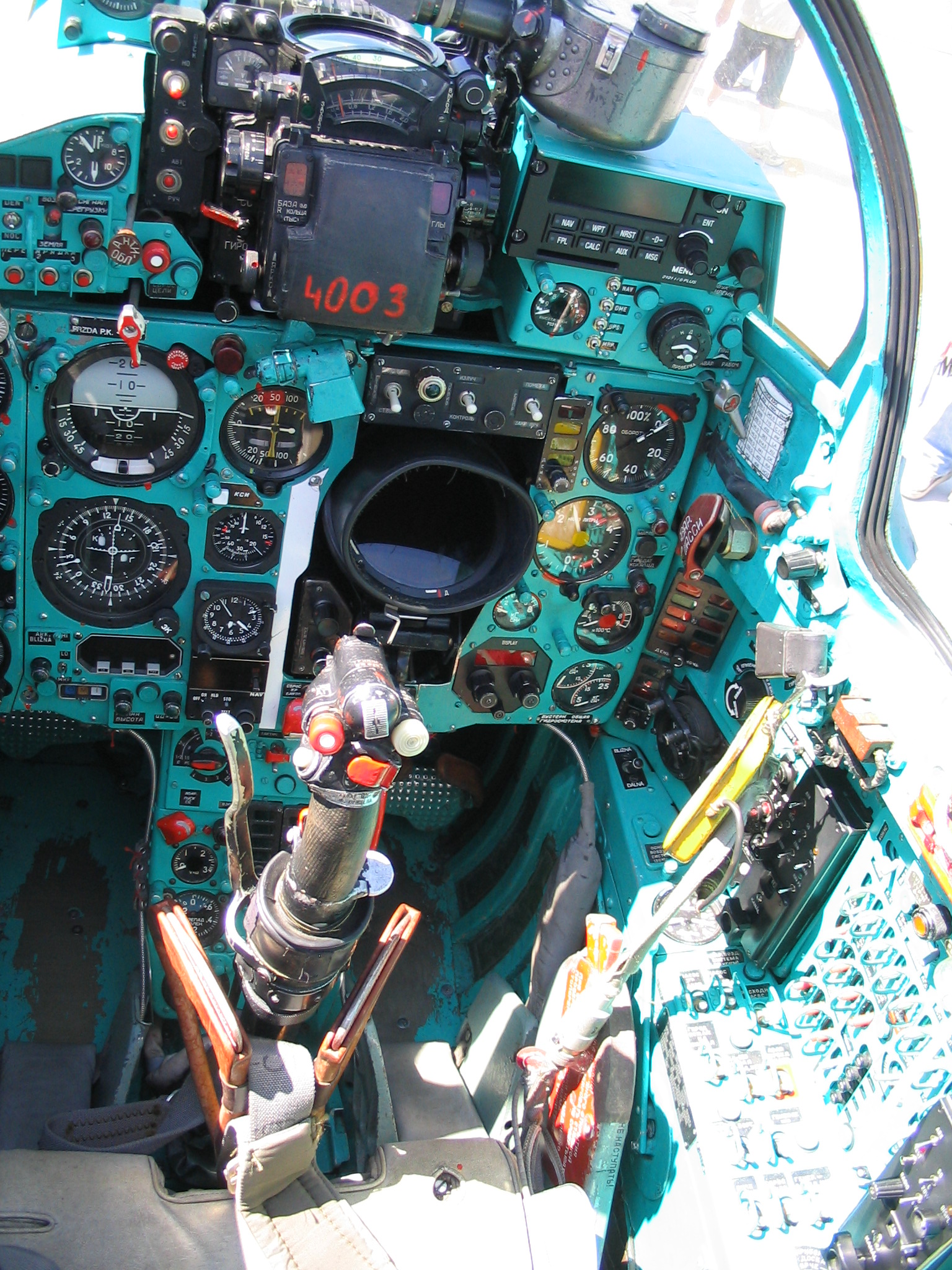
類比式駕駛艙

### 米格-21F
初期型，裝備NR-30機關砲和R-3短程飛彈於1959年首飛，隔年生產99架。

### Ye-5試驗機
作為接近三倍音速級的1956年首飛技術驗證試驗用改裝機，首先使用雙三角翼。日後其技術被用來制造專用的試驗機Ye-150系列，對標美國X-2試驗機與外觀似早期的殲-8曾經接近音速三倍，最後的產物是米格23和25戰鬥機。

### 米格-21F-13
裝備R-11F-300發動機型。中国大陸引进了米格-21F-13的生产许可和技術而进行仿製，命名为歼-7；其一种改良型歼-7B，在1980年代曾被美國訂購12架，以代替自印尼得到的老舊米格-21F-13，主要用于假想敌空戰纏鬥教學。在美國人對其操作手冊的研讀與試飛驗證中，發現其超過兩馬赫的帳面上最大速度必須以類似紀錄締造機的嚴苛條件才能達成。在僅攜帶兩枚AA-2環礁與一副機腹中線油箱的輕掛載組態下，其高空最大速度便遽降至僅剩1.5馬赫。且在一些方向安定性與操控品質上存在問題。不過即使如此，美方仍然認為MiG-21在運動性與機動性指標上凌駕了大部份同期的美國戰鬥機，僅F-4能與之進行對等以上的抗衡，F-5與F-104則依速度與空域能做到局部優勢的有限度對抗，其餘機種多半建議對MiG-21進行僅只一次的一擊脫離、或完全避戰。足見MiG-21基礎性能在當時世界的威脅性。
1990年，臺灣的基隆港務局查扣了一架原為匈牙利空軍的米格-21F-13，先後移交給空軍軍史館、航空教育展示館陳列展示。

### Ye-6試驗機
Ye-6是在米格-21安裝了前翼的提高靈活性和升力的設計。

### Ye-8試驗機
而Ye-8是在前者的基礎上把吸氣口移到下方，安裝大型空戰雷達外觀像殲-7fs/mf，後續認為太過小的機體上這些新武器:雷達制導的超視距作戰用的空對空導彈和空對地導彈會被浪費。而在原型機失事後新技術轉移到在米格-23上，意外繼承它的設計思想的是F-16等而不是米格-29。而蘇聯曾經再設計過一台類似Ye-8的輕型戰鬥機（Light Fighter，LFI）結果在蘇聯解體後便被拒絕了，後以現時的米格-35取代。

### I-3系列試驗機
1956-58年間在米格21相似的機身回歸米格19翼型的實驗，用相同機體換上不同的後掠角度後掠翼的試驗機，分為三種稱為I-3 I-7 I-75。外形有些像同為蘇式的蘇-7戰鬥轟炸機系列或英國的閃電戰鬥機，作為可變後掠翼的基礎研究。

### 米格-21PF

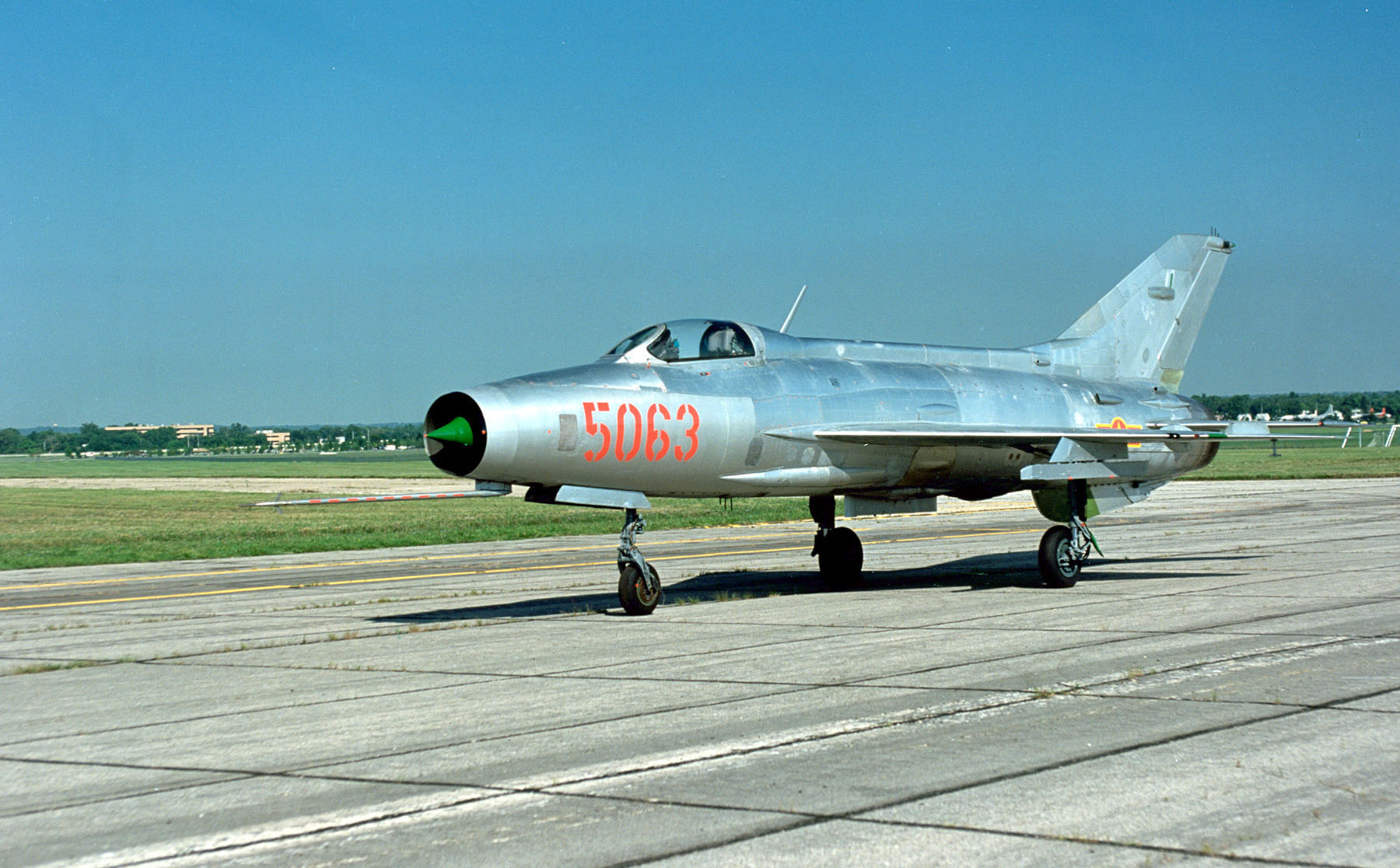
MiG-21 PF型是最早的夜戰機型

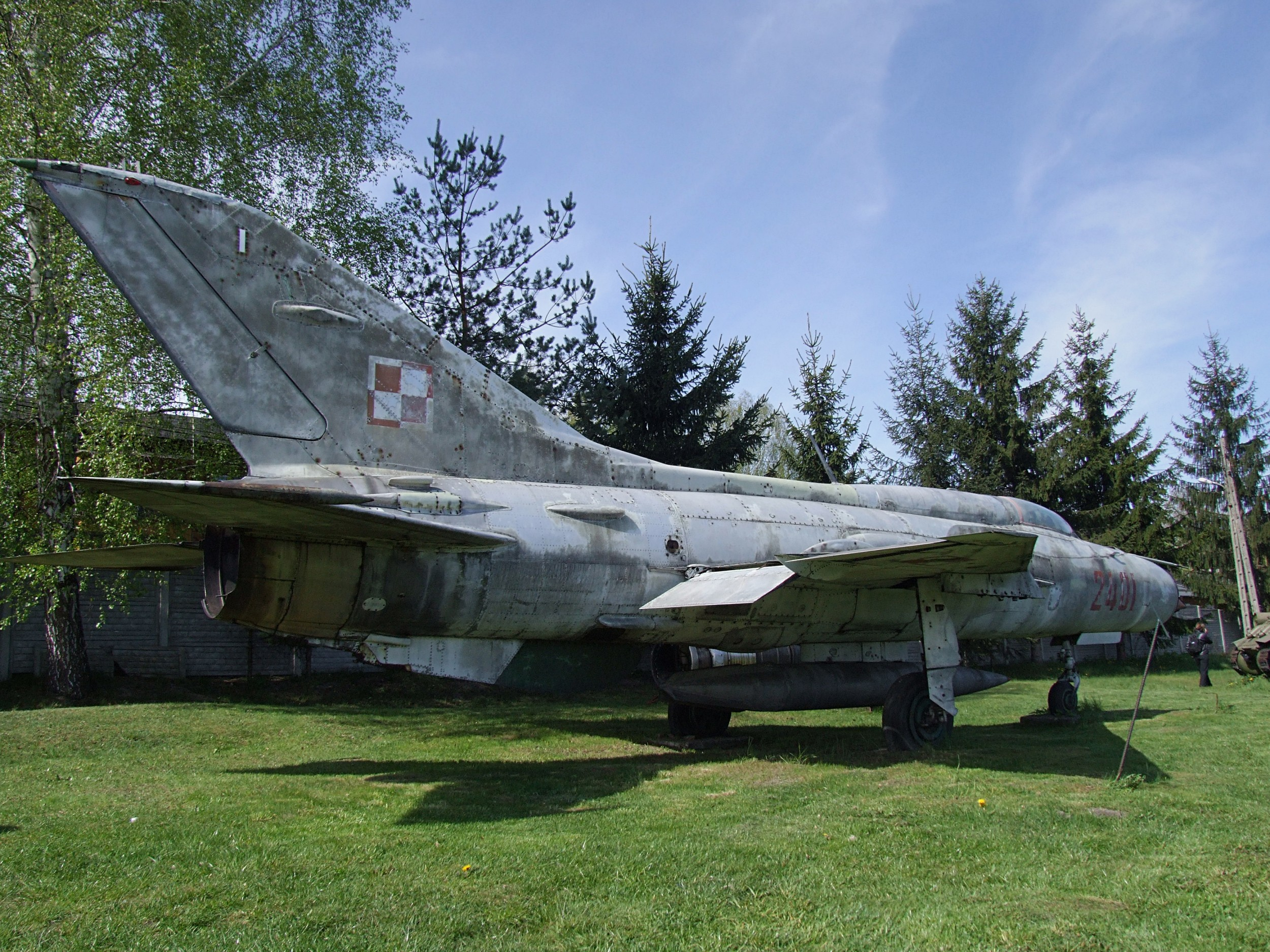
波蘭空軍的米格-21PF

米格-21PF是最初可夜戰的全天候戰鬥型，裝備了附面层吹除系统，使用R-11F2-300發動機，在1963年开始装备部队。相對原型機，米格-21PF修改了座舱盖，且加大了腹鳍，並將空速管移至進氣口的唇部。
在1964年至1968年間所生產了米格-21PF的出口型，先後分別销往波兰和东德，随后销往华沙条约国的其他国家。

### 米格-21FL
外銷版的PFM，用R-11F-300發動機，到2005年為止還有諸多國家使用。

### 米格-21PFS/SPS
加裝吹翼系統可縮短起降距離，前東德稱為SPS型。

### 米格-21PFM
裝備TsD-30TP雷達的PFS改良型。

### 米格-21SPS-K
前東德為SPS型的改裝，修改機頭的進氣口和機槍排煙板。

### 米格-21R
MiG-21PF同機體的前線偵察機，有背部油箱，航電系統有早期第三代戰機的水準。

### 米格-21SM/M/MF
內建GSh-23L機關砲兩門，米格21中生產最多的機體也曾為蘇聯主力戰機，米格23投產後逐步被改裝成對地攻擊機。

### 米格-21PD
MiG-21PFM的改型，原本用於研發垂直起降的實驗機，製作兩架後停產。

### 米格-21SMT
為了加裝大型背部油箱的改型實驗機，最後失敗。

### 米格-21bis/bisK

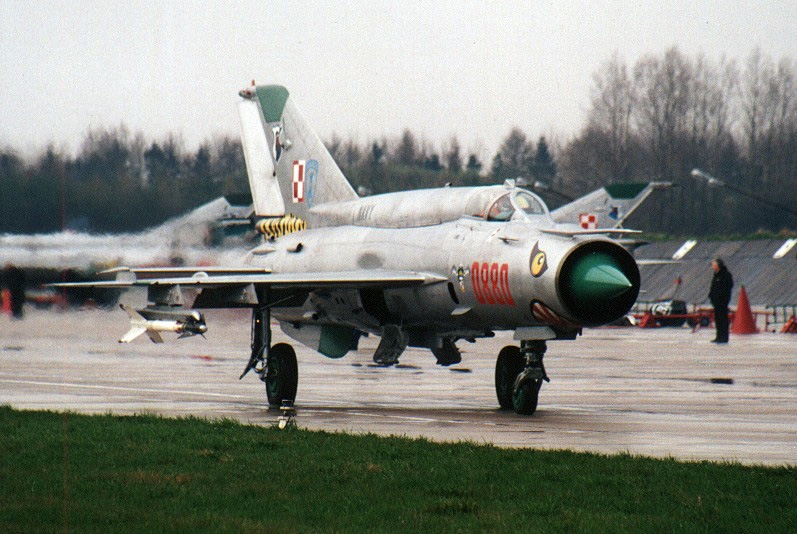
波蘭海軍MiG-21 bis

大幅現代化的第三代米格-21型戰機，改良版本是在1971年首飛，使用圖曼斯基R-25-300型發動機。在此型號上加大了機體直徑，以容納更大直徑的發動機與雷達，並擴充機體內部空間用以強化電子系統與其餘設備。增加阻力與重量的後果就是加速性與運動性相比先前的型號有所下降，但在近代戰場上的生存與作戰能力則明顯提高，攜掛多重外部武裝時對性能的影響亦被稀釋。整体而言，MiG-21不是一种改进潜力很大的飞机，机体空间有限且填充率极高。bis型重点改进了发动机，通常時和戰鬥時的推力皆有提升，並多加了一段可能導致發動機折壽的緊急動力。因此雖然一般軍推和後燃時的飛行性能相比先前的中期型略有下降，但在多了一段緊急推力的加持之下，作戰時的潛能和使用彈性仍可說是大幅增進。
然而，由于依舊无法安装大口径雷达，bis型从本质上來讲，仍是一种点防御战斗机。僅論飛彈投射相關的空戰能力，MiG-21 bis和極初期型的F-16A差距不大：后者一开始也不具备使用中程空对空导弹的能力（其配套雷达没有连续波照射功能，无法導引当时美军制式的麻雀导弹）。這導致共產陣營某些文宣長期操弄著一種誤解，將這種空戰能力偷換概念成另一種空戰能力：「仅从格斗性能讲，MiG-21與初期的F-16差距不大。在F-16現代化增重導致機敏性下降之後，兩者的格鬥能力更可輕易被飛行員技術彌補」。然而實際上，無論瞬間迴旋率、持續迴旋率、迴旋半徑、滾轉率、操控精確度、失速特性等等眾多攸關空戰機動性與飛行品質的各項表現，MiG-21皆遠不及F-16。即使是將MiG-21在其世代堪稱優秀的海平面SEP拿來與最初期型的F-16相比，亦不佔優勢，而持續迴旋率 (穩盤) 方面 F-16更壓倒性地達到大多數MiG-21的近兩倍，甚至能用穩盤去對抗MiG-21的瞬盤。即使依據上世紀八零至九零年代初期蘇聯解體前對F-16真實性能嚴重低估 (SEP低估約三成、認為其9G僅能瞬間達到等等) 的內部評估，F-16依然在迴旋性能方面對MiG-21達成了全包線覆蓋 (在各速度段的迴旋率皆壓倒MiG-21)。在相關報告中，MiG-21能用機動性對抗的則是F-4、F-5與幻象Ⅲ等等世代相近的對手。MiG-21家族要到中國的雙三角翼改進型殲7誕生之後，才能在空戰機動方面對限制在7G以下的F-16A達成有限度對抗。再進一步的追近差距則要到有相關血緣的FC-1梟龍 (即 JF-17閃電)，才終於獲得F-16八成至九成的綜合空戰運動性 (考量SEP與滾轉率的狀況下)。即使後期F-16隨翼載上升導致運動性漸漸下降，然而不斷升級推力令其SEP節節上漲的能量機動性依然能將各種實戰型號的MiG-21越甩越開。即便不論成本與世代科技差異所導致綜合空戰性能的差距，兩者的空戰運動性與格鬥能力亦從未在同一平面上。話雖如此，MiG-21bis售價卻極為便宜，亦禁得起惡劣的整備條件，能讓使用國寄望以數量優勢填補性能劣勢，這使其成为东方阵营在装备MiG-29之前最有性价比的轻型战斗机。時至今日，仍有相當數量的國家以MiG-21bis或其衍生的再升級型持續對抗著西方的較先進對手。

### 米格-21U/UTI
雙座型最初作為教練機用。
20世纪80年代中国贵州航空工业集团公司在此基础上开发了歼教-7型歼击教练机。后为成都飞机工业公司向巴基斯坦出口的歼-7P配套生产了歼教-7P。

### 米格-21US
U的改良型，天線變更和加裝新的彈射座椅。

### 米格-21U-600
加裝更大的尾翼的雙座型。

### 米格-21K
由俄羅斯開發，試圖讓MiG-21SM/M/MF能夠運用R-27R或R-73的近代化改良型。對已經在運用MiG-21M/MF或MiG-21bis的諸國提供了這個方案，然而當時對方不是沒有興趣就是財政困難，因此計畫遭到終止。

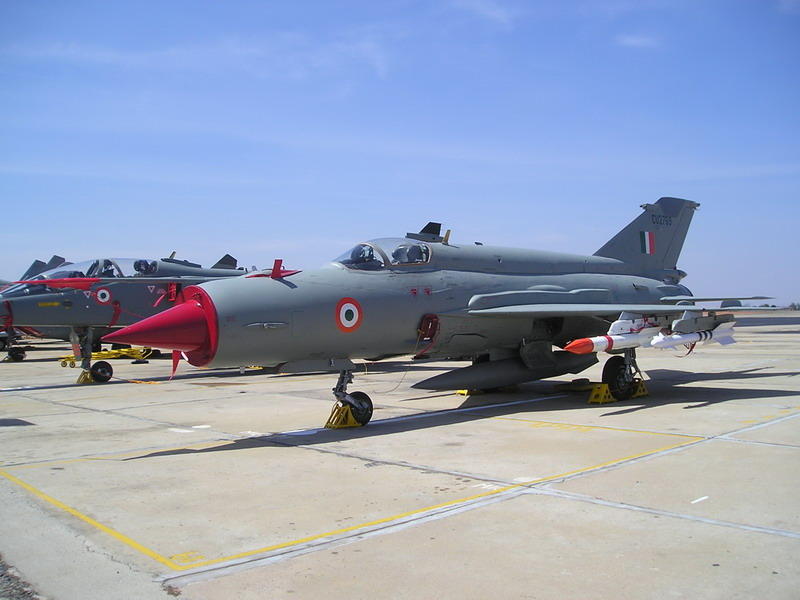
Mig-21-93

### 米格-21UPG / MiG-21-93
在1993年俄羅斯提供給國外客戶的近代化全面改良方案。1994年首飛。被主要用戶印度採用 (稱作MiG-21 Bison) 之後，曾一度相傳葉門、保加利亞、克羅埃西亞以及其他社會主義國家跟前華約成員國會接著進行採購或升級。搭載有高性能小型雷達Копье21l (槍)，自此不僅能搭載以往MiG-21系列不敢奢望的近代化R-73或R-77等高性能空對空飛彈，連Kh-31這種設計時不考慮對應MiG-21的強力空對面飛彈也能對應了。終於具備一定程度的超視距空戰（BVR）能力之後，綜合作戰實用性大幅提高。此外尚有ESW-21雷達警告接收器、熱焰彈暨干擾絲複合拋射系統、環式雷射陀螺儀導航裝置等等提升在近代化戰場上生存能力的各項改良。然而，發動機仍與先前的MiG-21bis相同為R-25-300。動力來源與氣動皆未變更而又單方面持續增重的關係，飛行性能只降不升，且先前的操控性問題一併繼承。掛載上述的重型先進武器之後，此等問題更加嚴重。

### 21世紀現代化升級方案（MiG-21-2000）

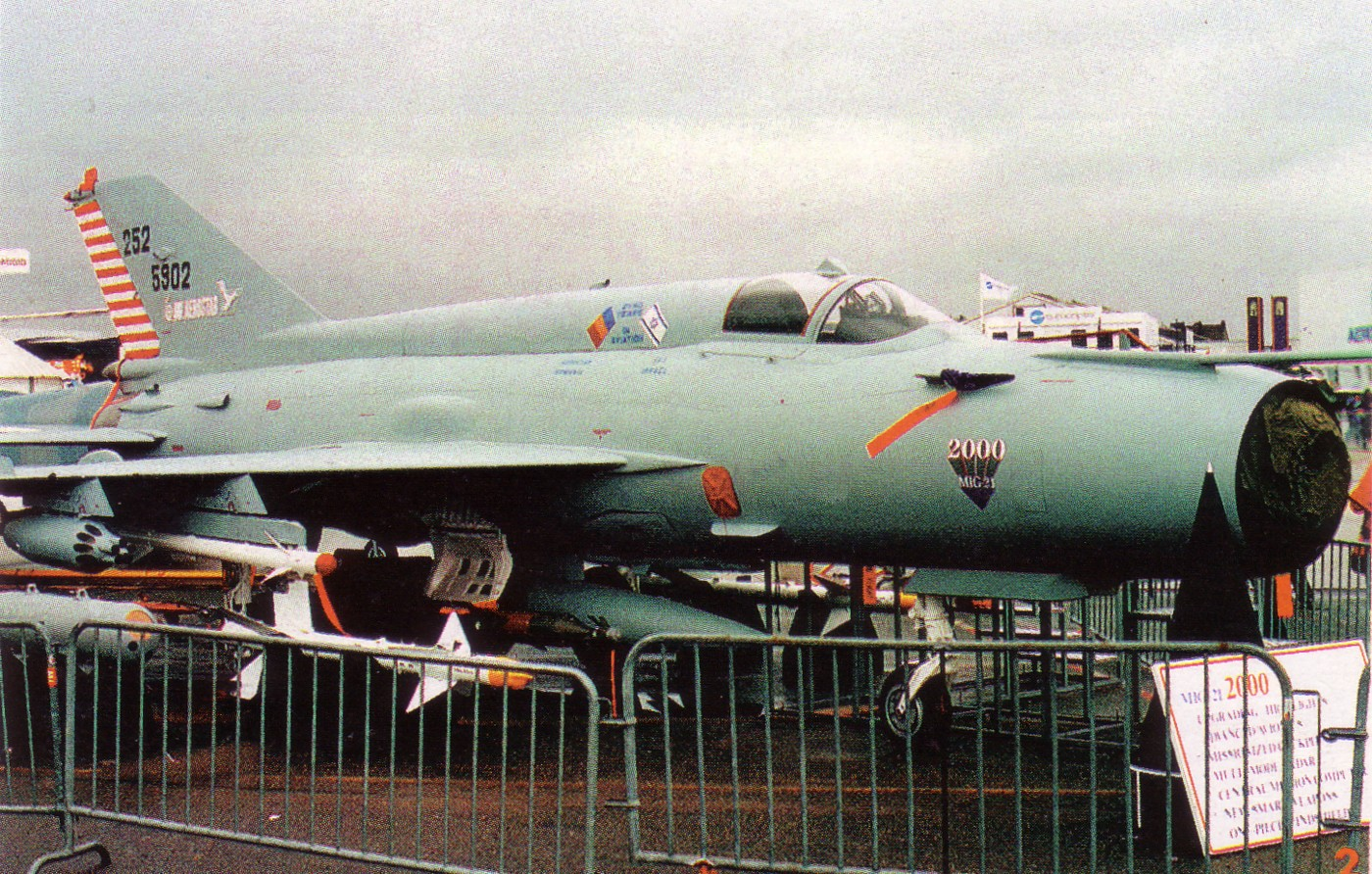
MiG-21-2000升級展示狀態

以色列推出的MiG-21-2000（槍騎兵）昇級套件，以大幅度升級改裝90%的航電以提升作戰性能，據說能大幅提升戰力，對於目前世界上還有4000架現役的MiG-21是很具吸引力的方案；讓多數預算不夠買新戰機的國家能夠獲得一定程度的戰力。修改主要項目如下：
- EL/M-2032雷達[7]
- DASH頭盔顯示器
- LDP射擊系統
- EL/L-8222R抗電子戰夾艙
- LISA-4000EB衛星定位
- Plessey敵我識別裝置
- HOTAS管理系統
- SAIMS紅外線成像
- DTS傳送系統
- 2個多功能彩色液晶顯示器
- Elop921抬頭顯示器
- SPS-20警告雷達
- LM52-M2發訊器
- ACR435/430 UHF/VHF天線
- TAAS/IMI鋁箔投放式飛彈反制

烏干達從波蘭買入MiG-21bis時修改成了此規格，據傳尚比亞、衣索比亞等同機種用戶亦參與了相關採購。寮國雖然也簽署了該機的升級契約，卻因財政困難而終止執行。此外，以色列基於商業戰略上的理由，當初將此案包裝成為與羅馬尼亞的共同開發案。實情似乎並非如此。然而，即使以色列為推銷此方案盡了相當大的努力，由於對象通常是無力承擔高階輕量機如 F-16 或 JAS-39 的採購、規模或財政較弱的國家，若非窮到連MiG-21都升級不起，就是想邊存錢邊觀望是否有類似量級的新造新設計機種 (例如較新的FC-1梟龍、LCA光輝等機種) 可供更新世代。這種在市場定位上可供操作空間被壓縮到相當狹窄，又肇因於目標產品的機體先天架構過份陳舊、可能在全數交付或改造完成後又將在十年內快速落伍的延命方案，在國際上銷售狀況似乎並不如當初立案時預期的那樣理想。

## 性能諸元（MiG-21bis）[8][9]

### 基本信息
- 機長（不含空速管）：14.1公尺
- 翼展：7.15公尺
- 全高：4.13公尺
- 空重：5895公斤
- 使用重量：8725公斤
- 最大起飛重：8800公斤 (非舖裝跑道 / 金屬舖裝臨時跑道)
　　　　　　9800公斤 (標準輪極限)
　　　　 　 10420公斤 (改裝大型輪框+輪胎)
- 翼面積：22.95平方公尺
- 發動機：1具Tumanskiy R25-300 渦輪噴射發動機
　　軍用推力 (最大乾推力)：40.18千牛頓
　　後燃推力 (最大濕推力)：69.58千牛頓
　　緊急推力 (極限後燃推力)：97.1千牛頓
　　　　　　　　　　　　　（受耐熱金屬極限及MiG-21甚為有限的內油航程航程所囿，限時三分鐘）

### 性能
- 最大平飞速度：F / F-13型
　　　　　　　　2175 km/h (1351 mph, 1174 kn) / 2.05馬赫 (於13000m高度) 
　　　　　　　　1100 km/h ( 684 mph , 594 kn) / 0.89馬赫 (海平面)
　　　　　　　PF～MF等中期型
　　　　　　　　2231 km/h (1387 mph, 1205 kn) / 2.1馬赫 (於13000m高度)
　　　　　　　　1300 km/h ( 808 mph , 701 kn) / 1.06馬赫 (海平面)
　　　　　　　bis型以後
　　　　　　　≧ 2125 km/h (1320 mph, 1147 kn) / 2.0馬赫 (於13000m高度。不低於此限的保證值)
　　　　　　　≦ 2335 km/h (1450 mph, 1261 kn) / 2.2馬赫 (受結構強度所限，俯衝或緊急推力下的安全值)
　　　　　　　　1300 km/h ( 808 mph , 701 kn) / 1.06馬赫 (海平面)

- 最大續航距離：1210公里（內油） / 1466公里（使用機腹中線副油箱）

- 作戰半徑： 660公里（於11000m高度。裸機無外掛＝武裝僅有內置機砲。俄式定義）
　　　　　 604公里（於11000m高度，帶兩枚AA-2。俄式定義）
　　　　　 440～500公里（於11000m高度，帶四枚型號不等的空對空飛彈。俄式定義）
　　　　　 238～265公里（型號不等飛彈×4。扣除爬升消耗+數分鐘後燃戰鬥時間+安全餘油的西方定義）
　　　　　 788公里（於11000m高度，帶兩枚AA-2，機腹中線一具800升副油箱。俄式定義）

- 實用升限：17800公尺（58400英呎）

- 最大爬升率：225 公尺/秒 　 　 (海平面。實用參考值)
　　　　　　255～260公尺/秒 (海平面。裸機低內油+第二段緊急後燃的理論最大值。僅適用於bis以後型號)

- 推重比：0.83～ 0.88（空戰期間使用通常最大後燃推力）
　　　　0.95　　　（應付極限載重時使用緊急推力）
　　　　1.13　　　（裸機低內油+緊急推力，逃命情境或極限測試時的限定時間內理論最大值）

### 引擎列表
引擎與各型號使用
| 引擎型號     | 推力（kN，未使用後燃器/使用後燃器） | 採用機種                                   |
| ------------ | ----------------------------------- | ------------------------------------------ |
| R-11F-300    | 38.2 / 53.4                         | F, F-13, U                                 |
| R-11F2-300   | 38.7 / 60.0                         | F-13（升級型）, PF, FL                     |
| R-11F2S-300  | 38.2 / 60.6                         | PF, PFS, PFM, R, S, M, US, UM              |
| R-11F2SK-300 | 38.2 / 60.6                         | MF                                         |
| R-13-300     | 39.9 / 63.7                         | M（升級型）, MF, RF, SM, SMT, UM（升級型） |
| R-25-300     | 40.2 / 69.6 / 97,1kN（緊急推力）    | bis                                        |

## 使用國家

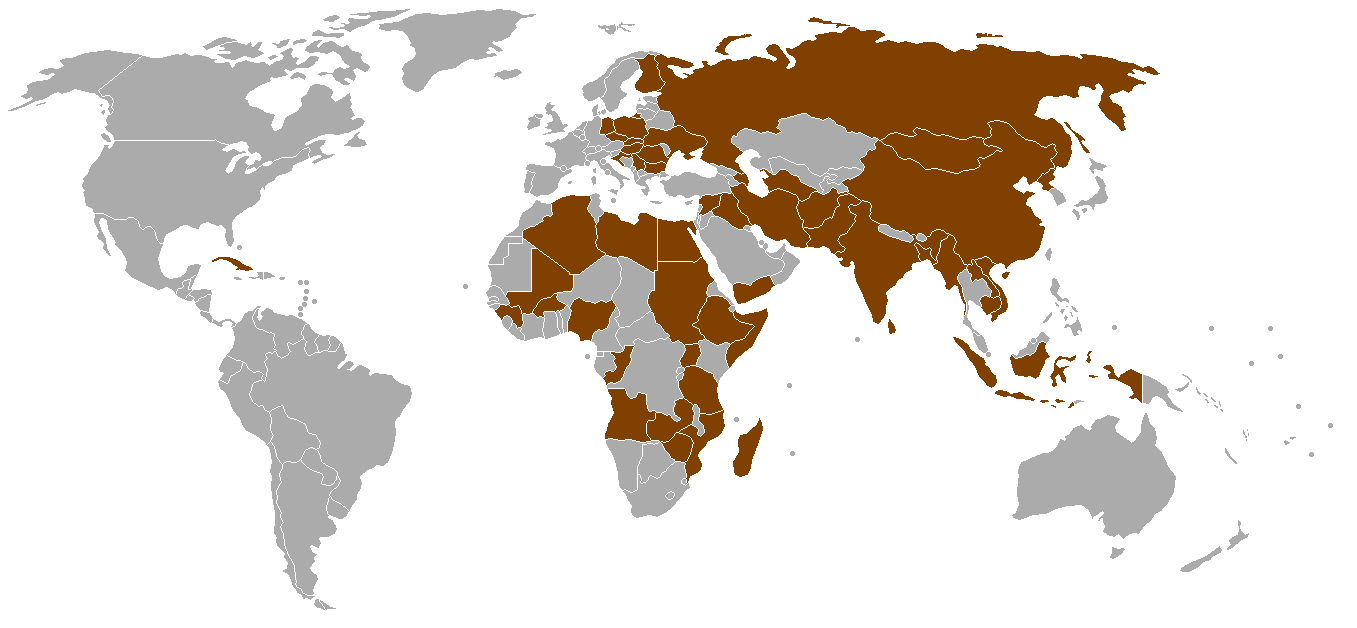
MiG-21使用國

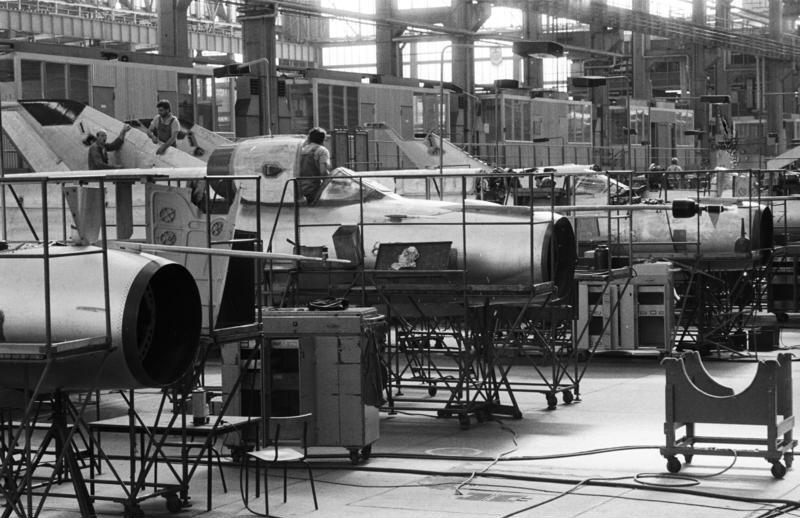
伊拉克軍隊的10架米格21在德勒斯登維修，1990年

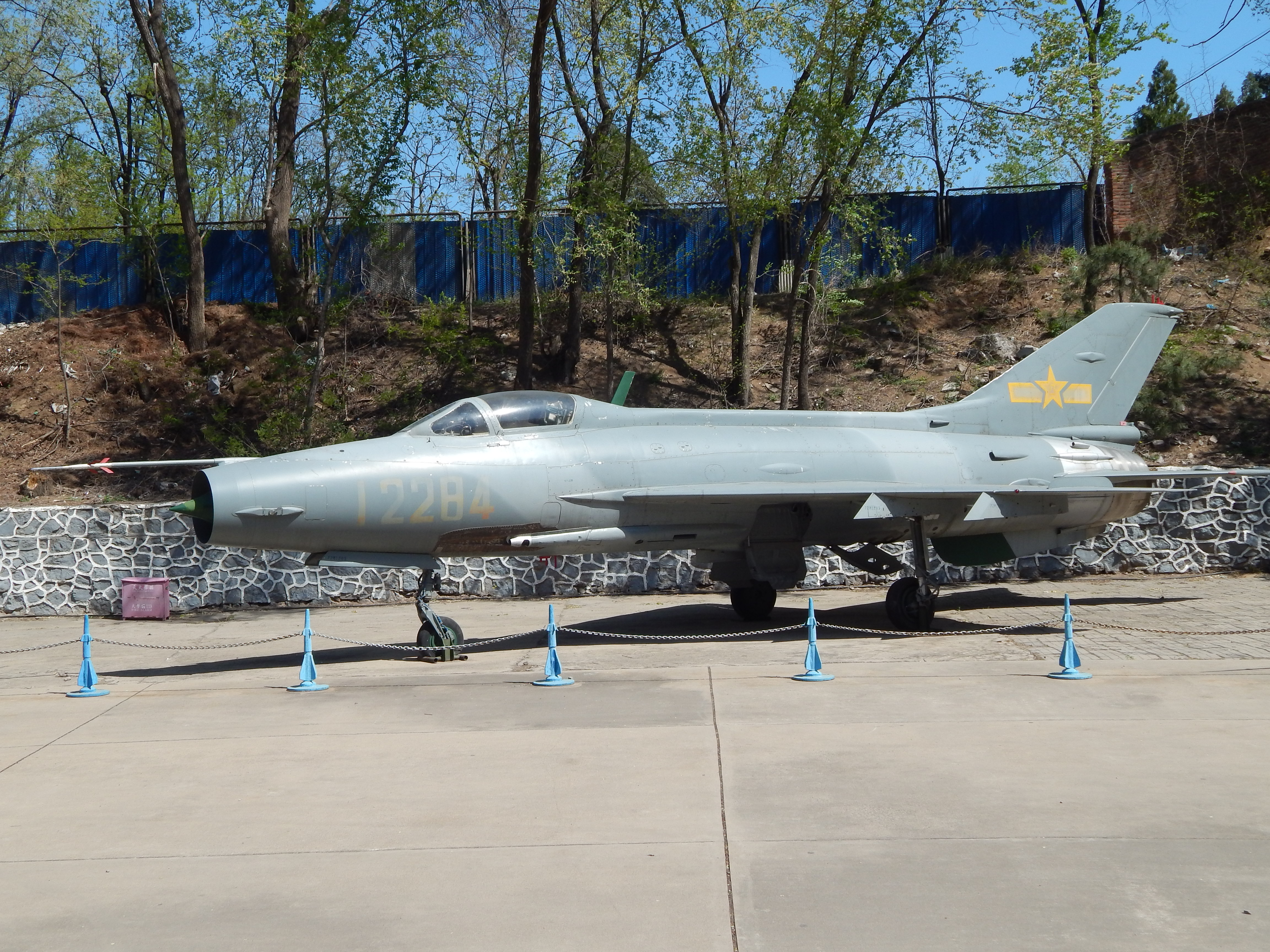
中國仿製的米格-21又被稱為歼-7

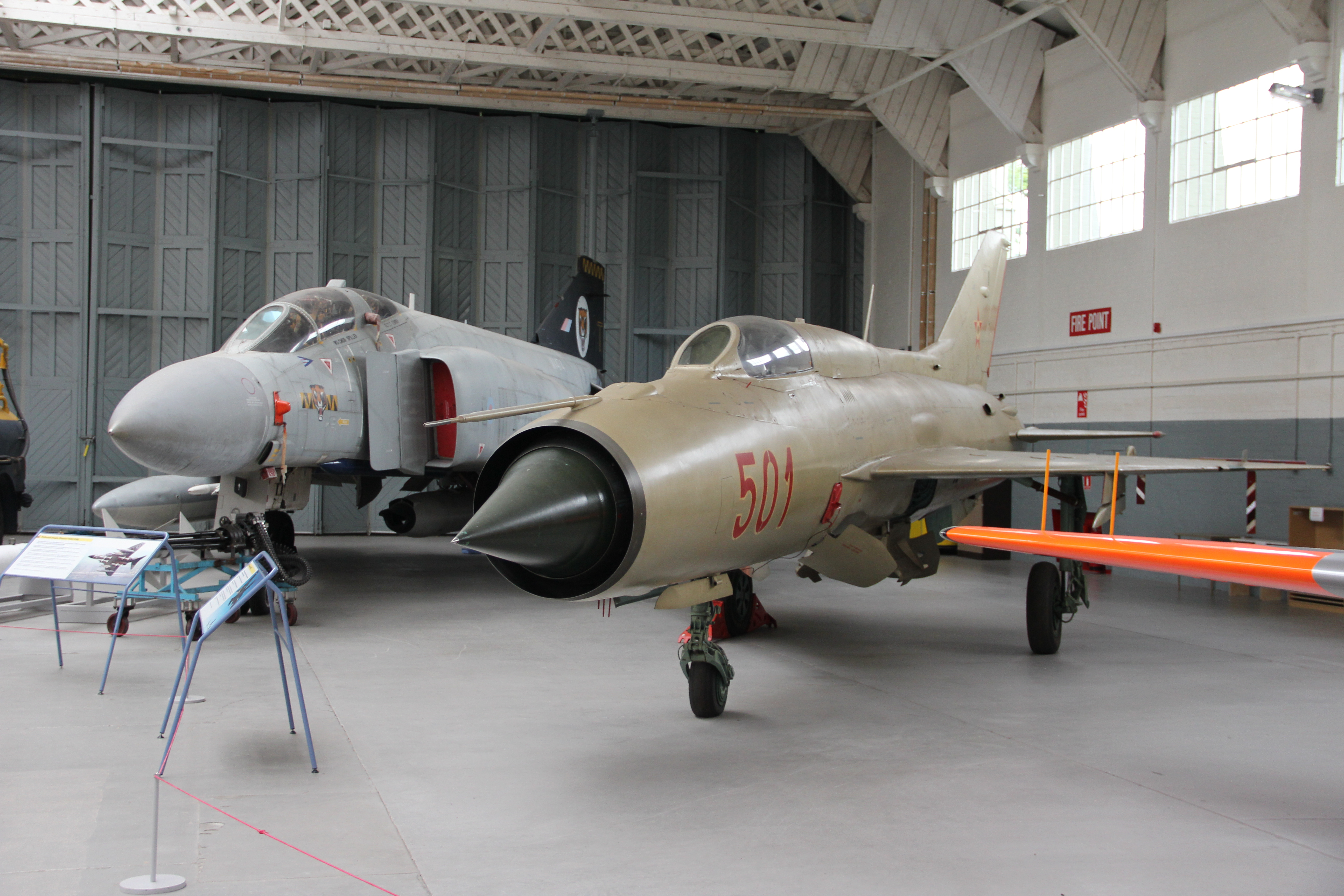
與F-4並列, 匈牙利空軍的米格-21, 有背部油箱

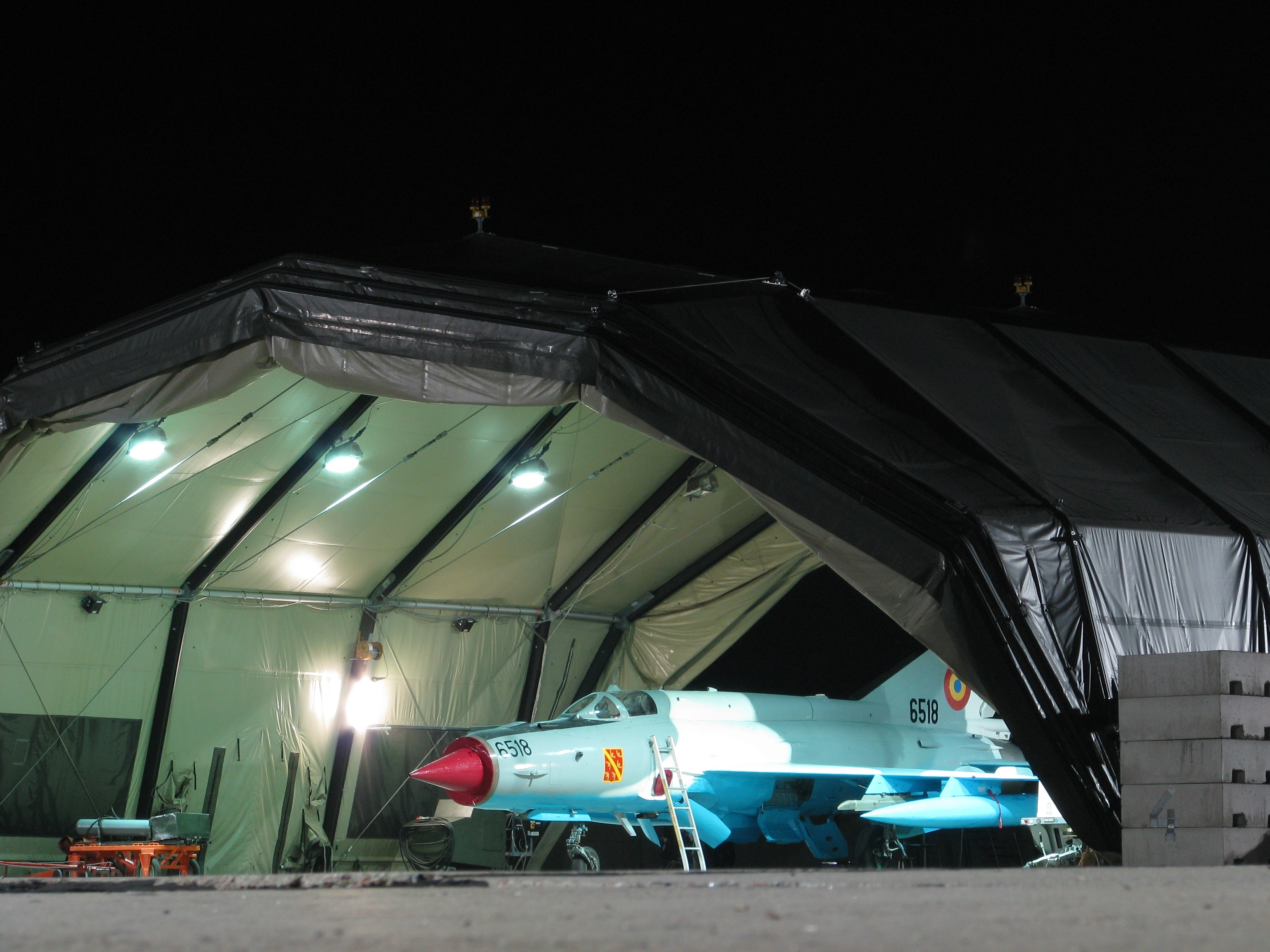
羅馬尼亞米格21

| - 安哥拉 - 亞美尼亞 - 保加利亚 - 柬埔寨 - 古巴 - 利比亞 - 马达加斯加 - 蒙古国 - 莫桑比克 - 巴基斯坦 - 奈及利亞 - 羅馬尼亞 - 苏丹 | - 叙利亚 - 越南 - 葉門 - 阿富汗 - 阿尔及利亚 - 白俄羅斯 - 布吉納法索 - 刚果共和国 - 捷克 - 东德 - 衣索比亞 - 芬兰 - 匈牙利 - 印度尼西亞 | - 波蘭 - 埃及 - 几内亚 - 印度 - 俄羅斯 - 斯洛伐克 - 塞爾維亞 - 苏联 - 乌干达 - 乌克兰 - 伊拉克 - 南斯拉夫 - 尚比亞 - 中国 - 美国 |

## 參與戰役

### 印巴戰爭
印度從蘇聯購入的MiG-21曾與巴基斯坦的美製F-104交戰，1971年印軍MiG-21成功擊落四架巴軍F-104，造成西歐與遠東的F-104使用國極大震撼；自此之後，東德、中國、伊拉克、北韓、埃及、敘利亞也陸續配備了MiG-21，更使得西德、台灣和日本配備的F-104，台灣、南韓、伊朗配備的F-5以及日本、西德、南韓、伊朗與以色列配備的F-4對MiG-21感到芒刺在背。

### 越南戰爭
越戰期間，越共的MiG-21也在越南的天空耀武揚威，活用其優秀的速度與爬升力、以及在空戰機動中難以被目視的較小機影，多次成功伏擊美軍戰鬥機得手。即使與當時美軍綜合性能最佳的F-4進行近距離空中戰鬥，亦不乏獲勝戰例，促使美軍對F-4進行各項改良工作，其一便是裝回機砲；早年美軍太過迷信機砲是落伍的兵器而全部使用飛彈，導致初期F-4即使在近戰中佔位成功，亦缺乏合用的武器。在越南空军中尽管有13名王牌是驾驶米格-21，四名是驾米格-17，但越南人反映更喜欢后者一些，因为相对更灵活，座舱的可视性也更好。
※ 因MiG-21在越戰的搶眼表現，甚至有F-16是針對MiG-21開發的坊間謬說。然而這就像F6F地獄貓或F8F熊貓是在盟軍擄獲零戰之後針對其開發的說法一樣，屬於捕風捉影的穿鑿附會。F-16是John Boyd試圖將自己能量機動理論的理想型具體化、而美國空軍也想找個理由買這種東西而特意立案採購之的產物，目標是在能量機動性上超越所有前輩。而在YF-16與YF-17競標期間，除了軍方刻意迴避這兩者與已採用的重型雙發主力F-14與F-15進行模擬對抗、以免令內部陷入重型與輕型的流派之爭以外，兩機都成功做到在模擬戰中對所有來比拼的前代戰鬥機達到全勝。MiG-21不過是涵蓋在這個巨大目標中的其中一例罷了。

### 兩伊戰爭
伊拉克海珊政權引進了蘇聯製MiG-21與中國製的殲-7，連同MiG-23、MiG-25、幻象F1、超級軍旗攻擊機、Su-22、Su-24與Su-25等伊拉克空戰主力，與伊朗的F-14、F-4與F-5機隊展開一連串的戰鬥，然而伊拉克的MiG-21在戰場中表現得不如創下戰功的MiG-25、超級軍旗、幻象F1、Tu-22與轟-6亮眼，反而較常受制於伊朗的F-4與F-5之手。在海珊政權垮台後，所有的中國製與俄製戰機將被F-16取代。

### 以阿戰爭
埃及與敘利亞也引進了MiG-21，曾投入六日戰爭、贖罪日戰爭與黎巴嫩戰役。雖然表現不是毫無亮點，但由於雙方飛行員技巧經驗與戰術體系的巨大差距，加上法製幻象與各式美機在造機工藝和操控品質上對比米格機具有明顯優勢，即使考慮反以陣營的戰損有相當比例是在地面遭炸燬，在空戰交換比上MiG-21仍是無可非議地慘遭血洗。
敘利亞復興黨政權滅亡後，敘利亞阿拉伯空軍所管有的米格-21全部被以色列國防軍摧毀。

### 利比亞內戰
在全國過渡委員會反抗穆阿邁爾·卡扎菲（卡達菲／格達費）政權的紛亂中，有零星的原卡扎菲軍MiG-21飛行員曾叛逃到反抗軍占領的機場與馬爾他。

### 2019年印巴邊境衝突
兩架印度空軍所屬的MiG-21-93被巴基斯坦宣稱擊落，同時印度軍方宣稱擊落一架F-16但無任何證據。

## 流行文化

### 漫畫
- 《戰區88》 ：為新谷薰作品，描述阿斯蘭空軍MiG-21戰機大多在空戰88區中擔任的都是阿斯蘭反叛軍（另稱反抗軍）的戰機，也是空戰88區中最常出現的戰機之一。曾改編為動畫。

### 小説
- 《Fate/Apocrypha》：型號為羅馬尼亞米格-21現代化雙座改型「LanceR」，在聖杯大戰後期被紅方Saber陣營用以追擊虛榮的空中庭園，並在強襲登陸時撞毀。因紅方Saber不滿其外號而噴上了「Saber」。

### 電子遊戲
- ：以基本的米格-21bis或是經過現代化升級的米格-21-93登場。
- 數字戰鬥模擬世界 Digital Combat Simulator World: 以米格-21bis作為DLC模組登場，可掛載RN-24/RN-28核彈。該模組於2014年10月3日由Eagle Dynamics SA發行，開發者為Magnitude 3 LLC，截至2019年底，該模組在DCS的Steam社群整體評價為極度好評。
- 《战争雷霆》：2019年9月11日，在1.91版本中加入苏联，德国（东德）等空军科技树，中国科技树加入歼-7。截至2022年1=6月，现有米格-21MF，米格-21PFM，米格-21bis，米格21S(R-13-100)，米格-21SPS-K，米格-21bis-SAU，歼-7E（歼-7的改型）等多种型号。

### 外觀相似的機種
- Su-9攔截機
- Su-11攔截機
- 殲-8

### 軍售市場定位相似同期的機種
- J 35戰鬥機
- 蘇-7戰鬥轟炸機
- F-5
- F-104
- 幻象3型
- 幻象5型戰鬥機

### 現代被軍售市場定位相似的機種
- F-16
- FC1
- JAS-39
- 光輝戰鬥機